# Pistacia palaestina
Pistacia palaestina este o subspecie regională a arborelui terebentin sau turpentin. Acesta este un arbore ori arbust de foioase deciduos, din genul Pistacia, nativ zonei de pe țărmurile estice ale Mării Mediterane (Siria, Liban, și regiunea Palestina: Israel și Teritoriile palestiniene).

## Denumire
Termenul științific, Pistacia palaestina, înseamnă "terebentin din Palestina". În ebraica modernă, el se numește אלה ארצישראלית, 'elá ereț israelit', care însemnă "terebentin din Țara lui Israel". Din punct de vedere geografic, Palestina și Țara lui Israel sunt doi termeni în esență sinonimi, diferența fiind de conotație cultural-istorică.
Pentru sensul din ebraica biblică al cuvântului elá, vedeți paragraful privitor la Biblia ebraică (Vechiul Testament).

## Taxonomie și descriere
Mai nou s-a constatat că Pistacia palaestina nu este o specie distinctă de P. terebinthus, ci doar o subspecie regională a acestuia cu trecere gradată între P. terebinthus subspecia terebinthus, și P. terebinthus subspecia palaestina. Elementul distinct al arborelui de Pistacia palaestina este frunzișul său oval-marginal cu frunze alungite într-un punct depărtat, cumva păroase, răspândindu-se mai mult și rămurind segmente cu flori.

## Istorie și etimologie în limba ebraică biblică
Cuvintele pentru terebint și stejar palestinian sunt găsite în trei capitole succesive ale cărții Geneza sau Facerea (12:6, 13:18, 14:13, 18:1). Aici, redarea tradițională în limba engleză pentru arbore este "oak" adică "stejar".
Cuvintele ebraice sunt elah sau "elá" (plural "elot"), deși cuvântul deseori se traduce cu "stejar". (În ebraica modernă, cuvântul alon însemnă stejar, și cuvintele se înrudesc.) Cele două feluri de pomi deseori cresc împreună. Scopul studiului etimologic este să identificăm deosebirile la cele două specii identificate în limba antică cu cuvintele elah și alon. Este clar că traducătorii sunt incerți care traducere este corectă, [...], totuși cei doi sunt arbori foarte diferiți la orice privire nu dar la cea mai superficială observare.
uî·iī·eber Aebraɱ vā·eāręț ad·mā·qōuɱ șecęɱ aēd lî·Eouɳ Moureh uē·hî·Caneanei eāz vā·eāręț (Codex Aleppo-Transliterată)
Și traversând Avraam țara până de ridicat Sichem până Eoun-ului Moureh și până de Cannanei zărind țara.
Apoi a străbătut Avram țara aceasta de-a lungul până la locul numit Sichem, până la stejarul Mamvri. Pe atunci trăiau în țara aceasta Canaaneii. (traducerea din Septuaginta Greacă a Sinodului Bisericii Ortodoxe Române)
Căci se vor rușina de terebinții pe care i-au dorit; și vor roși de grădinile pe care le-au ales; (Isaia 1:29. Se poate referi la idolatria asociată cu lemnul de copaci, căci de altfel  în Septuaginta și Vulgată cuvântul este tradus cu "idolii", ca forma plurală a lui "El": אֵלִים, "eilim".)
Terebinții mai sunt menționați în trei capitole succesive ale Cărții Facerea (12:6, 13:18, 14:13) în referință cu locurile unde Avram (numit mai târziu Avraam) a tăbărât până spre Canaan; "Terebinții lui Mamre, Amoritul". Aici, redarea tradițională în limba engleză este "oaks of Mamre", adică: "stejarii lui Mamre" (preluat așa, aici, în limba română din engleză, în Traducerea Dumitru Cornilescu, și în Isaia de Traducerea FIDELA).
Cea mai bine-cunoscută referință clară despre un stejar (elah sau elá) în Biblie este cea din Valea Ela ori "Valea Terebinților" (עֵמֶק הָאֵלָה, Emek haElá), redat în traducerea sinodală cu "Valea Stejarului", unde David l-a înfruntat pe Goliat (1 Samuel 17:2, 19).
uē·Șeul uē·eīiș  Iīsârā·Eël neesfeo uî·iī·ĥânu bî·eumeq hā·eëlęh uî·iī·arko mīleĥmâh lî·qraët Feleștiɱ (Codex Aleppo-Transliterată)
Iar Saul cu Israeliții s-au adunat și și-au așezat tabăra la Valea Stejarului și s-au pregătit de luptă cu Filistenii. (traducerea din Septuaginta Greacă a Sinodului Bisericii Ortodoxe Române)
Cel puțin câteva referințe apar în Judecători; Cap. 4 (în referentă cu Heber, Chenitul, al copiilor lui Hobab), Cap. 6 (în referință cu îngerul lui IAHVE care a venit să viziteze pe Ghedeon——unde cele mai multe versiuni redau cu 'stejar'), și Cap. 9 (în referință cu încoronarea lui Abimelec, lângă terebintul postului    
(עִם-אֵלוֹן מֻצָּב, im alon mutzav – lângă terebintul postului) care era în Sichem——iar cele mai multe versiuni redau  cu 'stejar'). Această referință al lui Abimelec (Avimeleh) încoronat de către un stejar se referă în realitate stejarul palestinian, de aproape înrudit cu stejarul chermes. În limba ebraică se distinge stejarul palestinian (alon) și terebintul (elá).
Cea mai bine-cunoscută referință clară despre un stejar ca elah sau eleun este profetul Isaia cap. 6 și versetul 13:  
וְעֹוד בָּהּ עֲשִׂרִיָּה וְשָׁבָה וְהָיְתָה לְבָעֵר כָּאֵלָה וְכָאַלֹּון אֲשֶׁר בְּשַׁלֶּכֶת מַצֶּבֶת בָּם זֶרַע קֹדֶשׁ מַצַּבְתָּֽהּ׃ פ
uē·auōd bāh asōriāh uē·șābāh uē·hāitāh lî·bāaēr cā·eëlāh uē·cā·elēuɳ eășęr bē·șēlēcēt mē·țēbāt bām—zara qōdēș mē·țēbâtāh (fe) (Isaia 6:13 în Codex Aleppo)
Și încă înăuntru zece și întoarce și fiind să aprindă ca elah (terebint) și ca elun (stejar) care în trunchi de butuc ele-sămânță sfântă încolțește. 
και ετι επ αυτης εστιν το επιδεκατον και παλιν εσται εις προνομην ως τερεβινθος και ως βαλανος οταν εκπεση απο της θηκης αυτης (Isaia 6:13 în Septuagista Greacă LXX)
Și dacă va rămâne încă unul din zece, și acela va fi hărăzit focului, ca și terebintul și stejarul, ale căror trunchiuri sunt trântite la pământ. Din butucul rămas va lăstări o mlădiță sfântă". (traducerea din Septuaginta Greacă a Sinodului Bisericii Ortodoxe Române)

## Imagini

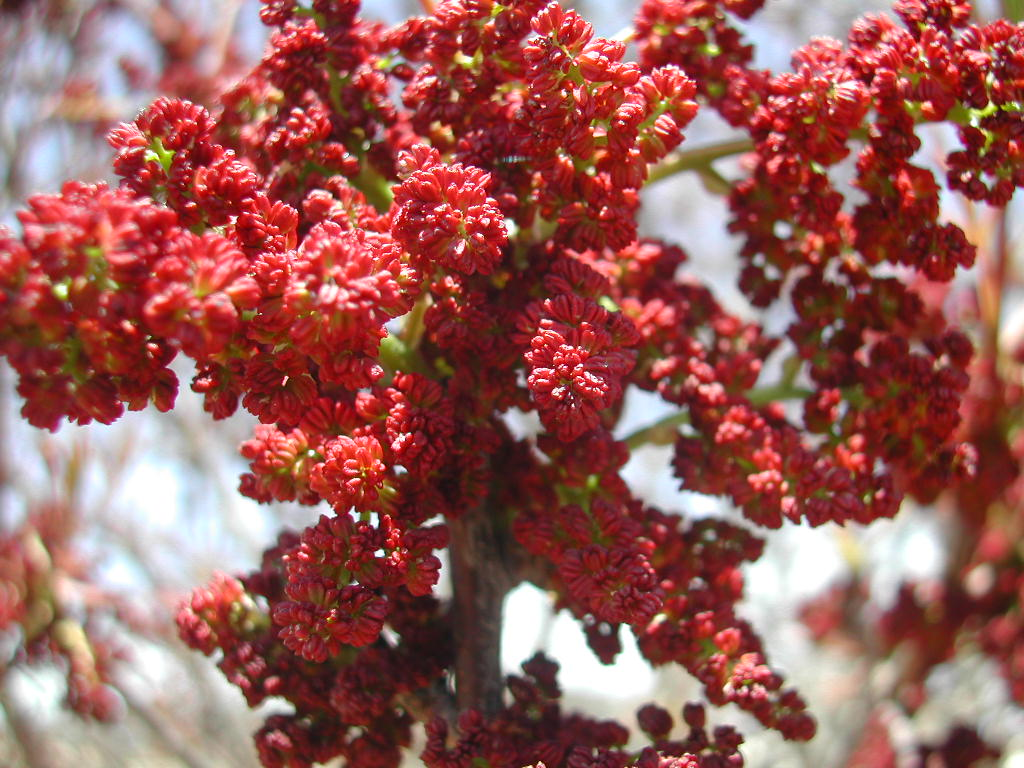
Terebintul în floare
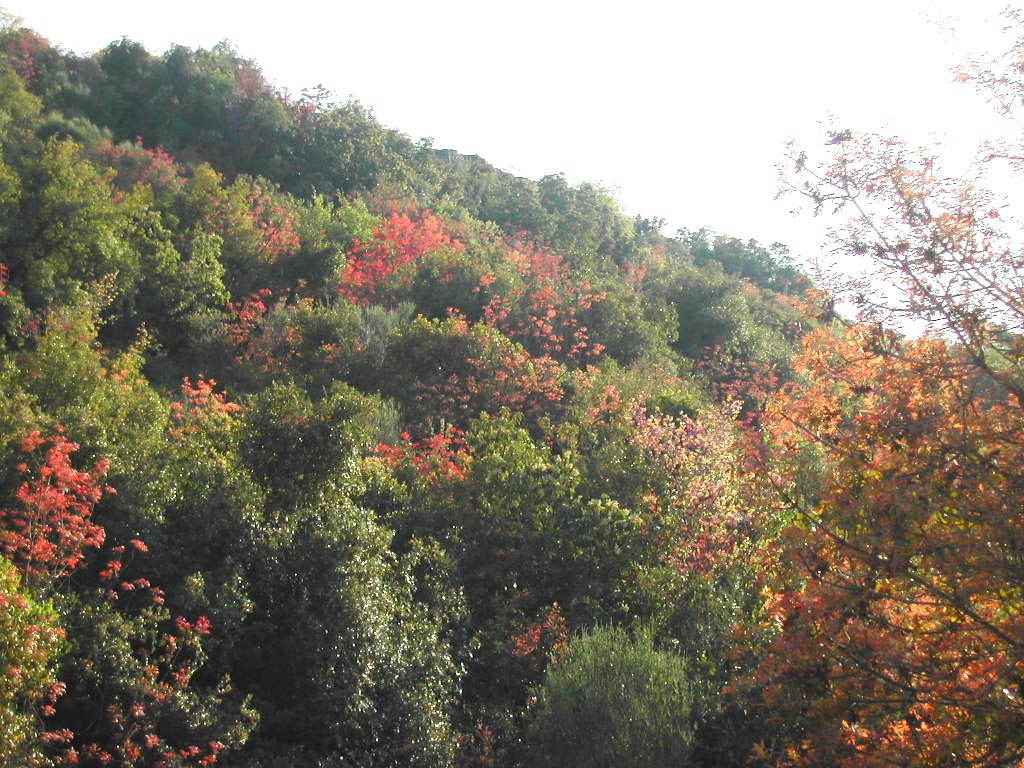
Pistacia dă o culoare roşie peisajului Muntelui Meron din Israel